# Albert Costa (pilota automobilistico)
Albert Costa Balboa (Barcellona, 2 maggio 1990) è un pilota automobilistico spagnolo, vincitore della 24 Ore di Le Mans nell'edizione 2023 nella classe
LMP2 su l'Oreca 07.
Inoltre nella sua carriera ha vinto pa Formula Renault 2.0 Eurocup 2009, ha gareggiato in Formula Renault 3.5 nel 2010-2011 e nel 2012 ha vinto l'Eurocup Mégane Trophy.

## Carriera
Albert Costa esordisce in monoposto nel 2007 correndo nella British Formula 3 International con il team di Kimi Räikkönen, due anni dopo, nel 2009 con il team Epsilon Euskadi vince la Formula Renault 2.0 Eurocup conquistando beh cinque vittorie e sei pole. Dopo altri due anni in monoposto passa alle corse in GT correndo nella Eurocup Mégane Trophy. Con il team Oregon ottiene sette vittorie e si laurea campione nella serie.
Nell'International GT Open ottiene il terzo posto nel 2017 e riesce a raggiungere la vittoria nel 2019 in coppia con Giacomo Altoè alla guida della Lamborghini Huracán GT3 Evo. Da questa vittoria Costa viene lanciato nel mondo endurance partecipando al Campionato IMSA e il GT World Challenge.

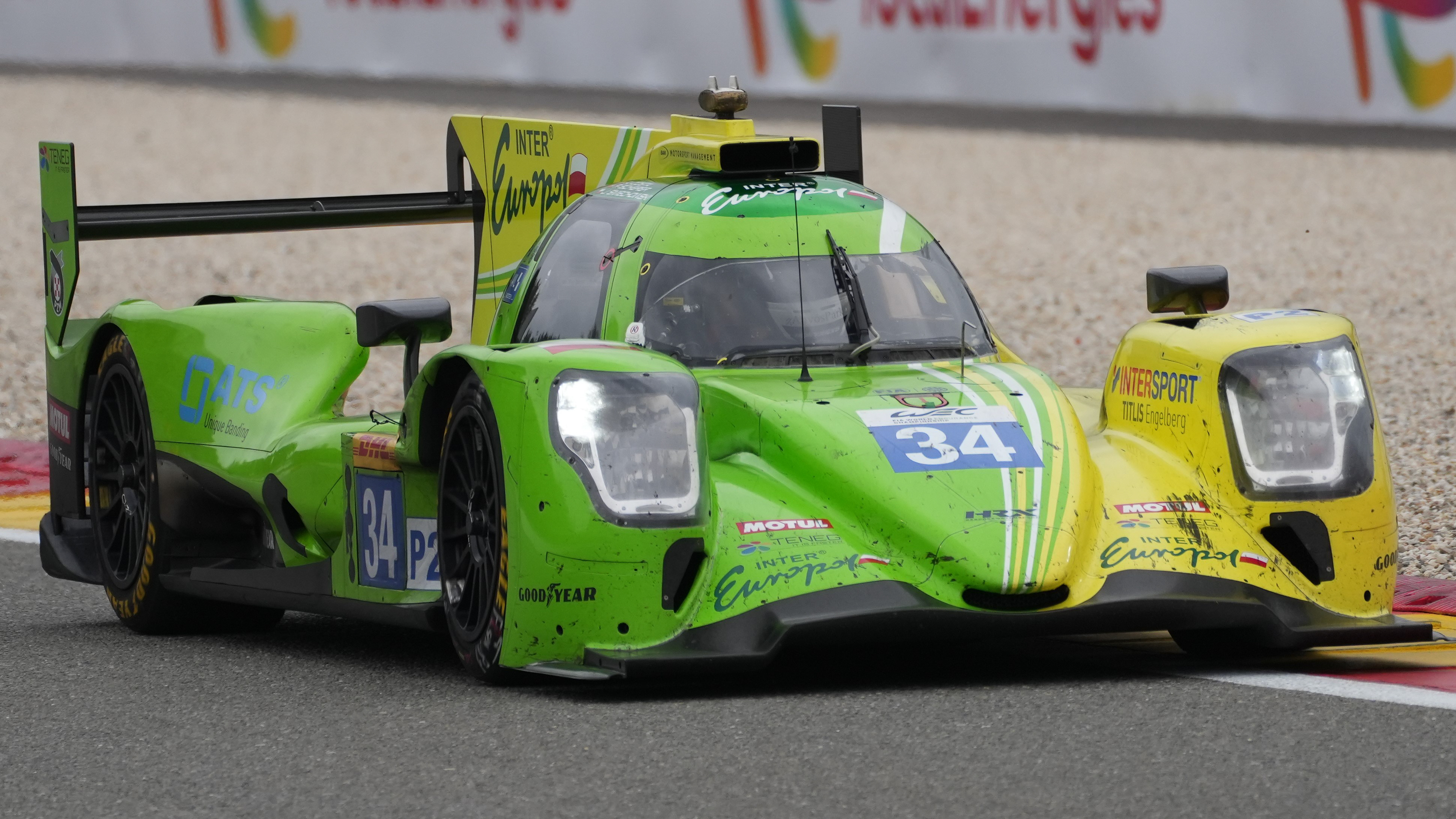
Albert Costa alla 6 Ore di Spa-Francorchamps 2023

Nel 2023 partecipa per la prima volta nel Campionato del mondo endurance correndo per il team Inter Europol Competition nella classe LMP2. Il pilota spagnolo divide l'Oreca 07 con Fabio Scherer e Jakub Śmiechowski, l'equipaggio dopo due podi nelle prime tre corse arriva la prestigiosa vittoria della 24 Ore di Le Mans.
Nel 2024 partecipa alla European Le Mans Series correndo per il team Nielsen Racing.
Nel 2025 disputerà la 24 Ore di Daytona con la Ferrari 296 GT3 di DragonSpeed.

## Risultati

### Riassunto della carriera
| Stagione | Serie                                   | Team                       | Gare | Vittorie | Pole | G.V | Podio | Punti | Pos. |
| -------- | --------------------------------------- | -------------------------- | ---- | -------- | ---- | --- | ----- | ----- | ---- |
| 2007     | British Formula 3 International         | Räikkönen Robertson Racing | 9    | 0        | 0    | 0   | 0     | 33    | 11°  |
| 2008     | Formula Renault 2.0 Eurocup             | Epsilon Euskadi            | 14   | 0        | 0    | 1   | 0     | 35    | 8°   |
| 2008     | Formula Renault 2.0 WEC                 | Epsilon Euskadi            | 15   | 0        | 1    | 0   | 4     | 85    | 5°   |
| 2009     | Formula Renault 2.0 Eurocup             | Epsilon Euskadi            | 14   | 5        | 6    | 6   | 10    | 138   | 1°   |
| 2009     | Formula Renault 2.0 WEC                 | Epsilon Euskadi            | 14   | 8        | 8    | 10  | 9     | 172   | 1°   |
| 2010     | Formula Renault 3.5 Series              | Epsilon Euskadi            | 17   | 0        | 0    | 0   | 3     | 78    | 5°   |
| 2011     | Formula Renault 3.5 Series              | EPIC Racing                | 17   | 1        | 1    | 1   | 4     | 151   | 4°   |
| 2012     | Eurocup Mégane Trophy                   | Oregon Team                | 14   | 7        | 8    | 6   | 10    | 251   | 1°   |
| 2016     | Blancpain GT Series Endurance Cup       | Emil Frey Racing           | 4    | 0        | 0    | 0   | 0     | 0     | NC   |
| 2017     | ADAC GT Masters                         | Callaway Competition       | 2    | 0        | 0    | 0   | 0     | 14    | 32°  |
| 2017     | Blancpain GT Series Endurance Cup       | Emil Frey Jaguar Racing    | 4    | 0        | 0    | 0   | 0     | 1     | 28°  |
| 2017     | International GT Open                   | Emil Frey Lexus Racing     | 14   | 4        | 4    | 5   | 7     | 98    | 3°   |
| 2018     | Blancpain GT Series Endurance Cup       | Emil Frey Lexus Racing     | 5    | 1        | 0    | 0   | 1     | 35    | 9°   |
| 2018     | Blancpain GT Series Sprint Cup          | Emil Frey Lexus Racing     | 10   | 0        | 0    | 2   | 0     | 15.5  | 13°  |
| 2019     | Blancpain GT Series Endurance Cup       | Orange 1 FFF Racing Team   | 1    | 1        | 0    | 0   | 1     | 25    | 10°  |
| 2019     | International GT Open                   | Emil Frey Racing           | 14   | 4        | 5    | 1   | 7     | 128   | 1°   |
| 2020     | ADAC GT Masters                         | GRT Grasser Racing Team    | 14   | 0        | 0    | 2   | 1     | 102   | 8°   |
| 2020     | IMSA - GTD                              | GRT Grasser Racing Team    | 1    | 0        | 0    | 0   | 0     | 17    | 55°  |
| 2020     | GT World Challenge Europe Endurance Cup | Emil Frey Racing           | 4    | 0        | 0    | 0   | 0     | 8     | 19°  |
| 2020     | GT World Challenge Europe Sprint Cup    | Emil Frey Racing           | 10   | 2        | 1    | 1   | 2     | 60.5  | 5°   |
| 2021     | ADAC GT Masters                         | GRT Grasser Racing Team    | 10   | 0        | 1    | 0   | 3     | 103   | 9°   |
| 2021     | IMSA - GTD                              | GRT Grasser Racing Team    | 2    | 0        | 0    | 0   | 0     | 133   | 76°  |
| 2021     | GT World Challenge Europe Endurance Cup | Emil Frey Racing           | 5    | 0        | 0    | 0   | 0     | 16    | 17°  |
| 2021     | GT World Challenge Europe Sprint Cup    | Emil Frey Racing           | 10   | 1        | 0    | 1   | 3     | 43.5  | 6°   |
| 2022     | ADAC GT Masters                         | Emil Frey Racing           | 14   | 1        | 1    | 2   | 3     | 140   | 4°   |
| 2022     | GT World Challenge Europe Endurance Cup | Emil Frey Racing           | 5    | 0        | 0    | 1   | 1     | 32    | 15°  |
| 2022     | GT World Challenge Europe Sprint Cup    | Imperiale Racing           | 2    | 0        | 0    | 0   | 0     | 3     | 22°  |
| 2023     | Campionato del mondo endurance - LMP2   | Inter Europol Competition  | 4    | 1        | 0    | 0   | 3     | 90*   |      |
| 2023     | Deutsche Tourenwagen Masters            | Emil Frey Racing           |      |          |      |     |       |       |      |
| 2023     | GT World Challenge Europe Sprint Cup    | Emil Frey Racing           |      |          |      |     |       |       |      |

* Stagione in corso.

### Risultati nel WEC
| Anno    | Squadra                   | Classe | Vettura  | SEB | ALG | SPA | LMS | MON | FUJ | BHR | Punti | Pos. |
| ------- | ------------------------- | ------ | -------- | --- | --- | --- | --- | --- | --- | --- | ----- | ---- |
| 2023    | Inter Europol Competition | LMP2   | Oreca 07 | 3   | 10  | 3   | 1   | 5   | 9   | 6   | 114   | 2°   |
| Legenda |                           |        |          |     |     |     |     |     |     |     |       |      |

* Stagione in corso.

### Risultati alla 24 ore di Le Mans
| Anno | Team                      | Co-Piloti                       | Auto            | Classe | Giri | Pos. | Classe Pos. |
| ---- | ------------------------- | ------------------------------- | --------------- | ------ | ---- | ---- | ----------- |
| 2023 | Inter Europol Competition | Fabio Scherer Jakub Śmiechowski | Oreca 07-Gibson | LMP2   | 328  | 9°   | 1°          |

### Risultati completi DTM
(legenda) (Le gare in grassetto indicano la pole position) (Le gare in corsivo indicano Gpv)
| Anno | Team             | Vettura         | 1   | 2   | 3   | 4   | 5   | 6   | 7   | 8   | 9   | 10  | 11  | 12  | 13  | 14  | 15  | 16  | Punti | Pos. |
| ---- | ---------------- | --------------- | --- | --- | --- | --- | --- | --- | --- | --- | --- | --- | --- | --- | --- | --- | --- | --- | ----- | ---- |
| 2023 | Emil Frey Racing | Ferrari 296 GT3 | OSC | OSC | ZAN | ZAN | NOR | NOR | NÜR | NÜR | LAU | LAU | SAC | SAC | RBR | RBR | HOC | HOC | 8     | 28°  |
| 2023 | Emil Frey Racing | Ferrari 296 GT3 |     |     | 8   | Rit |     |     |     |     |     |     |     |     |     |     |     |     | 8     | 28°  |

### Risultati nel ELMS
| Anno    | Squadra        | Classe      | Vettura  | BAR | LEC | IMO | SPA | MUG | ALG | Punti | Pos. |
| ------- | -------------- | ----------- | -------- | --- | --- | --- | --- | --- | --- | ----- | ---- |
| 2024    | Nielsen Racing | LMP2 Pro/Am | Oreca 07 | 3   | 5   | 6   |     |     |     | 33    |      |
| Legenda |                |             |          |     |     |     |     |     |     |       |      |

*Stagione in corso.

## Palmarès
- 1  Eurocup Formula Renault 2.0 2009
- 1  Formula Renault 2.0 WEC 2009
- 1  Eurocup Mégane Trophy 2012
- 1  International GT Open 2019 con Giacomo Altoè[7]
- 1  24 Ore di Le Mans 2023 nella Classe LMP2 con Fabio Scherer e Jakub Śmiechowski